# IC 1730
IC 1730 est une petite galaxie lenticulaire située dans la constellation du Bélier. Sa vitesse par rapport au fond diffus cosmologique est de (2679 ± 30) km/s, ce qui correspond à une distance de Hubble de 39,5 ± 2,8 Mpc (∼129 millions d'al). IC 1730 a été découverte par l'astronome français Stéphane Javelle en 1896.

## Groupe de NGC 691

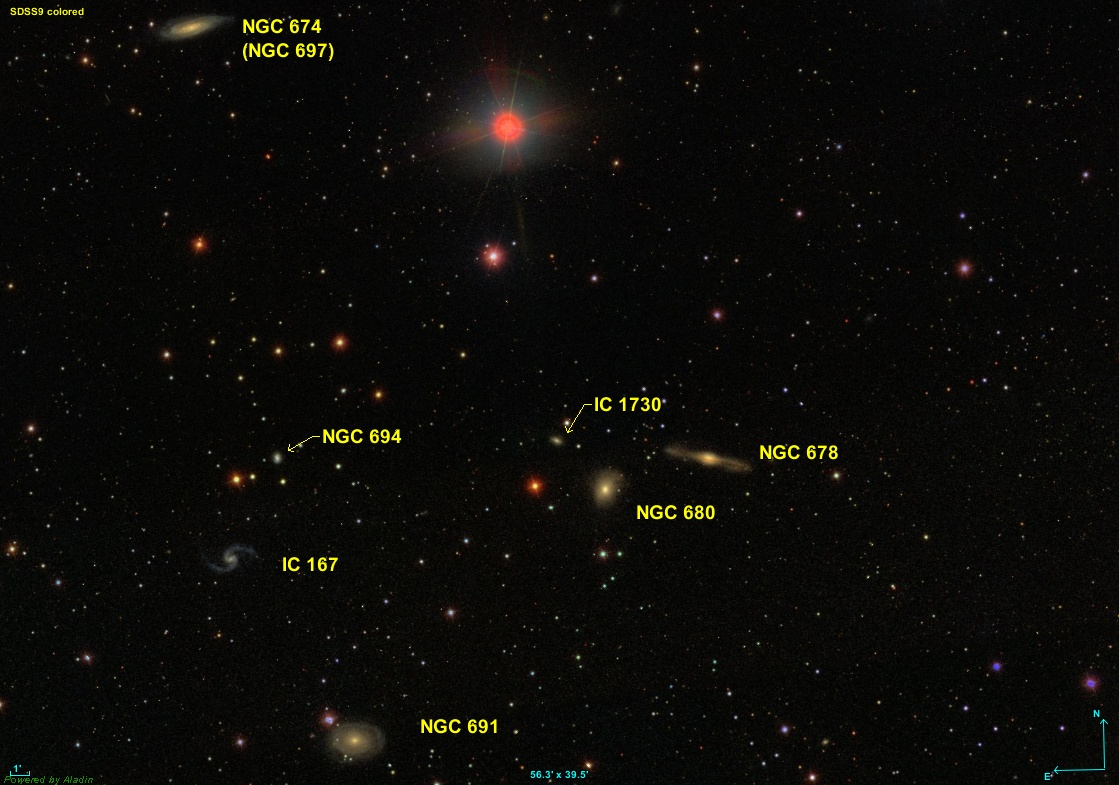
Le groupe de NGC 691 par SDSS.

Puisque IC 1730 est dans la même région de la sphère céleste et à peu près à la même distance que les galaxies du groupe de NGC 691 qui comprend au moins 7 galaxies, elle pourrait s'ajouter à ce groupe. Les sept galaxies de ce groupe inscrites dans l'article d'Abraham Mahtessian paru en 1998 sont IC 163, NGC 678, NGC 680, NGC 691, NGC 694, IC 167 et NGC 697 (=NGC 674). À ces sept galaxies, s'ajoutent 3 autres petites galaxies inscrites dans la l'article d'A.M. Garcia paru en 1993 : UGC 1287, UGC 1294 et UGC 1490. La galaxie la plus brillante du groupe est NGC 691 et la plus grosse est NGC 678.   